# أنيت براندر
أنيت براندر (بالإنجليزية: Annette Brander)‏ هي لاعبة الرغبي ‏ أسترالية، ولدت في 12 يناير 1993 في كابولتشر في أستراليا.